# Hanácké Benátky

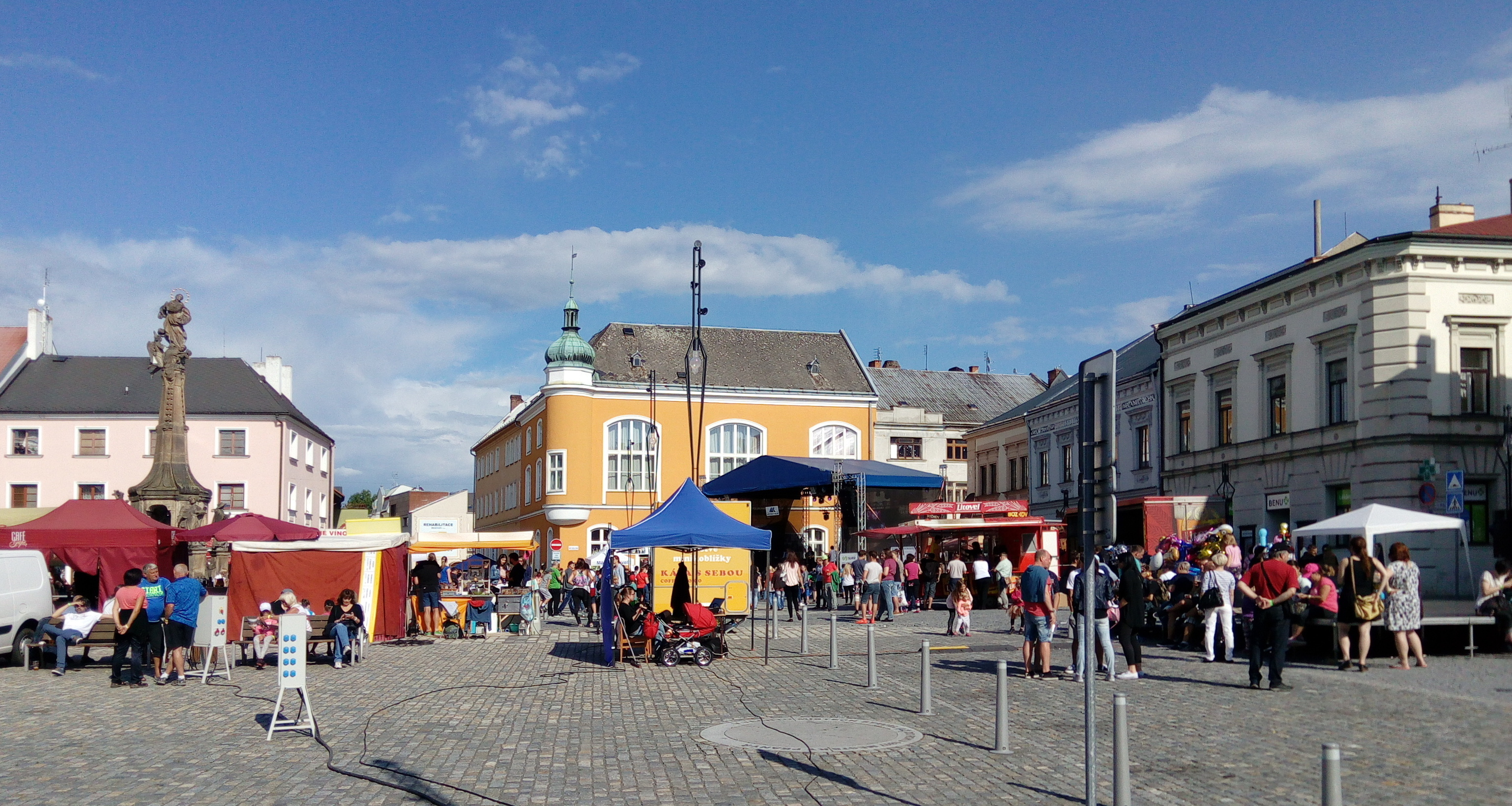
Náměstí v době konání festivalu v roce 2017

Hanácké Benátky je hudební festival a celoměstská akce v Litovli v okrese Olomouc. Tradiční slavnost přijala přezdívku města, která odráží skutečnost, že Litovlí protéká šest ramen řeky Moravy.

## Popis
Festival se koná každoročně v červnu od roku 2002 – první ročník proběhl 22. června. Připravuje se program pro děti i dospělé, který probíhá nejen na náměstí Přemysla Otakara, kam se soustředí hlavní část akcí, ale i v okolních částech města, jako je park Míru a prostranství před muzeem. Doprovodný program může zahrnovat například vystoupení šermířů, místních skupin mažoretek, roztleskávaček a tanečních kroužků, jarmark, farmářské trhy a zábavný program pro děti.
Na hlavním pódiu se střídají hudební tělesa, přestávky vyplňují vystoupení místních sdružení. Tradiční atrakcí bývá možnost projížděk po Nečízu, jednom z ramen Moravy, které teče pod hlavním náměstím. V den festivalu se také otevírají městské památky, například radniční věž nebo kaple svatého Jiří, která bývá po většinu roku veřejnosti nepřístupná. Celodenní akci zakončuje noční ohňostroj.
Na financování festivalu se kromě města podílí také řada sponzorů, důležití jsou i mediální partneři.